# Cheiracanthium eutittha
Cheiracanthium eutittha är en spindelart som beskrevs av Friedrich Wilhelm Bösenberg och Embrik Strand 1906. Cheiracanthium eutittha ingår i släktet Cheiracanthium och familjen sporrspindlar. Inga underarter finns listade i Catalogue of Life.